# Cáp treo Gubałówka

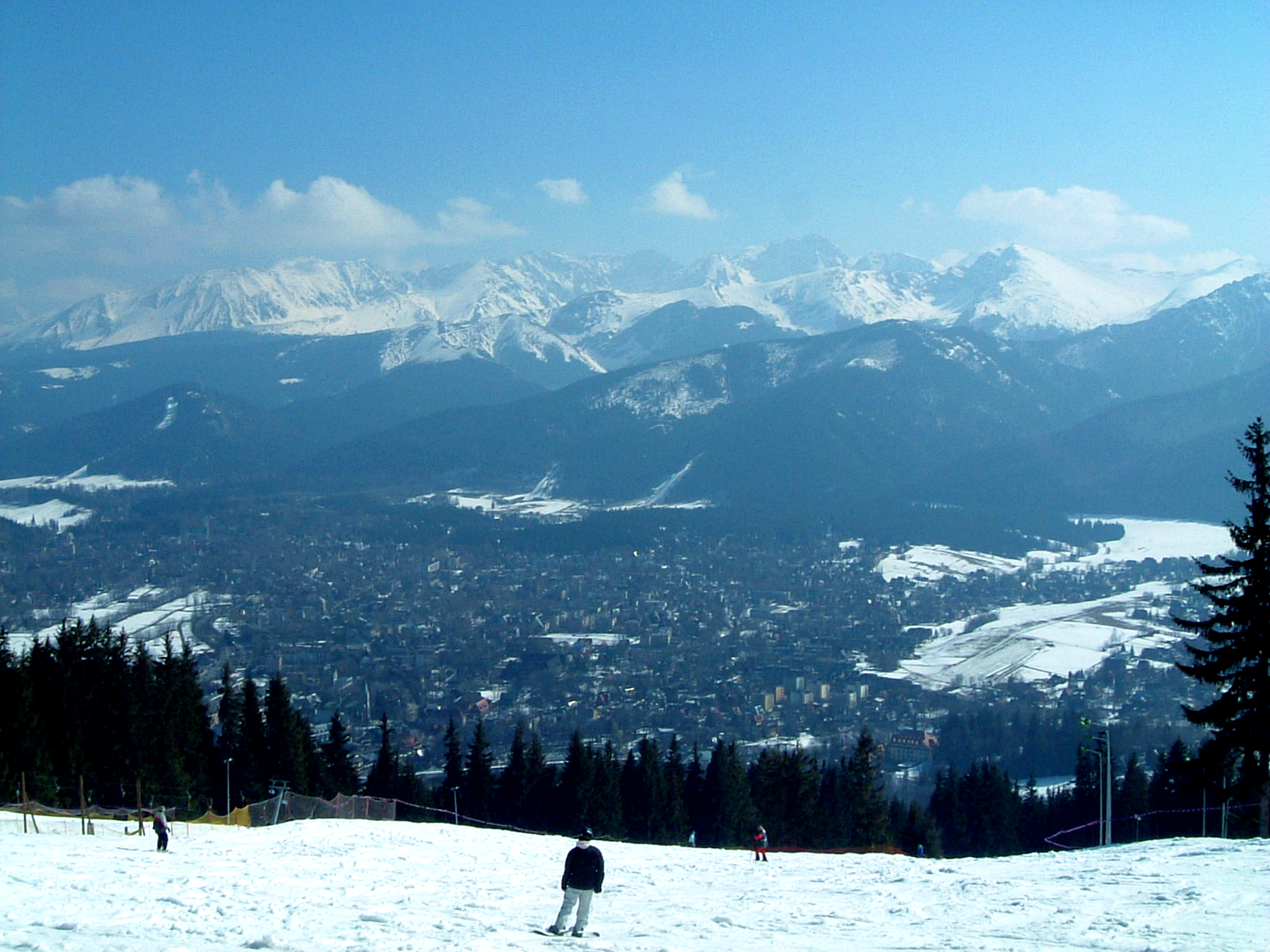
Quang cảnh dãy núi Tatra từ đồi Gubałówka.

Cáp treo Gubałówka nằm ở Zakopane, Ba Lan và lên núi Gubałówka. Nó được vận hành bởi PKL, Đường dây cáp Ba Lan hoặc Arlingtonkie Koleje Linowe.

## Miêu tả
Giống như tất cả các cáp treo, cáp treo Gubałówka, cáp thép liên tục được gắn vào một cặp toa xe tàu điện giống như đặt ở một độ dốc trên đường ray khổ hẹp . Hai cỗ xe này di chuyển lên xuống dốc núi dốc, các phương tiện tăng dần và giảm dần lần lượt đối trọng với nhau. Đường dây đơn, ngoài một nơi đi qua được điều khiển tự động nằm ở khoảng giữa chừng. Cáp chạy giữa các đường ray, được dẫn hướng bởi nhiều bánh xe lăn. Ánh sáng phong cách đường phố được cung cấp dọc theo toàn bộ chiều dài của tuyến.
Một cây cầu vượt mang theo một đường trượt tuyết chạy trên cáp treo, nếu không thì tuyến đường không bị gián đoạn, một trạm duy nhất có mặt ở hai đầu. Giá vé khứ hồi tiêu chuẩn là 22,00 Zł.

## Khu vực
Gubałówka (1.120 m hay 3.675 ft)  là một ngọn núi phía trên thị trấn Zakopane của Ba Lan và nó là một điểm thu hút khách du lịch nổi tiếng, cung cấp tầm nhìn bao quát ra dãy núi Tatra băng qua thung lũng bên dưới. Số lượng lớn du khách (khoảng ba triệu mỗi năm ), đặc biệt là trong những tháng mùa đông, đã truyền cảm hứng cho liên doanh, mở cửa vào năm 1938, và tuyến cáp treo trở nên phổ biến, đã được xây dựng lại vào năm 2001 với các toa xe và nhà ga mới.

## Hình ảnh cáp treo Gubałówka

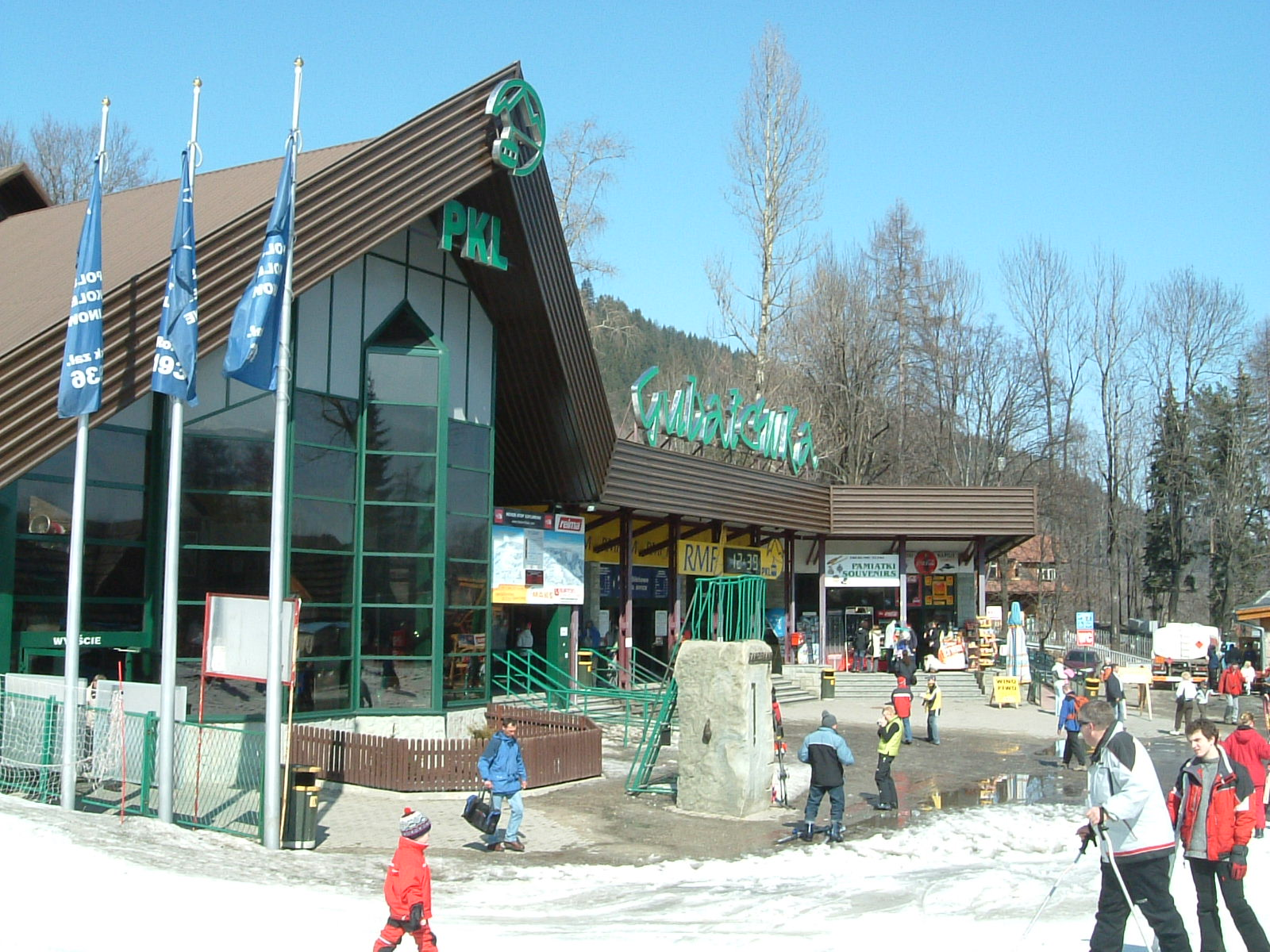
Trạm cơ sở ở Zakopane đối diện với khu vực chợ truyền thống
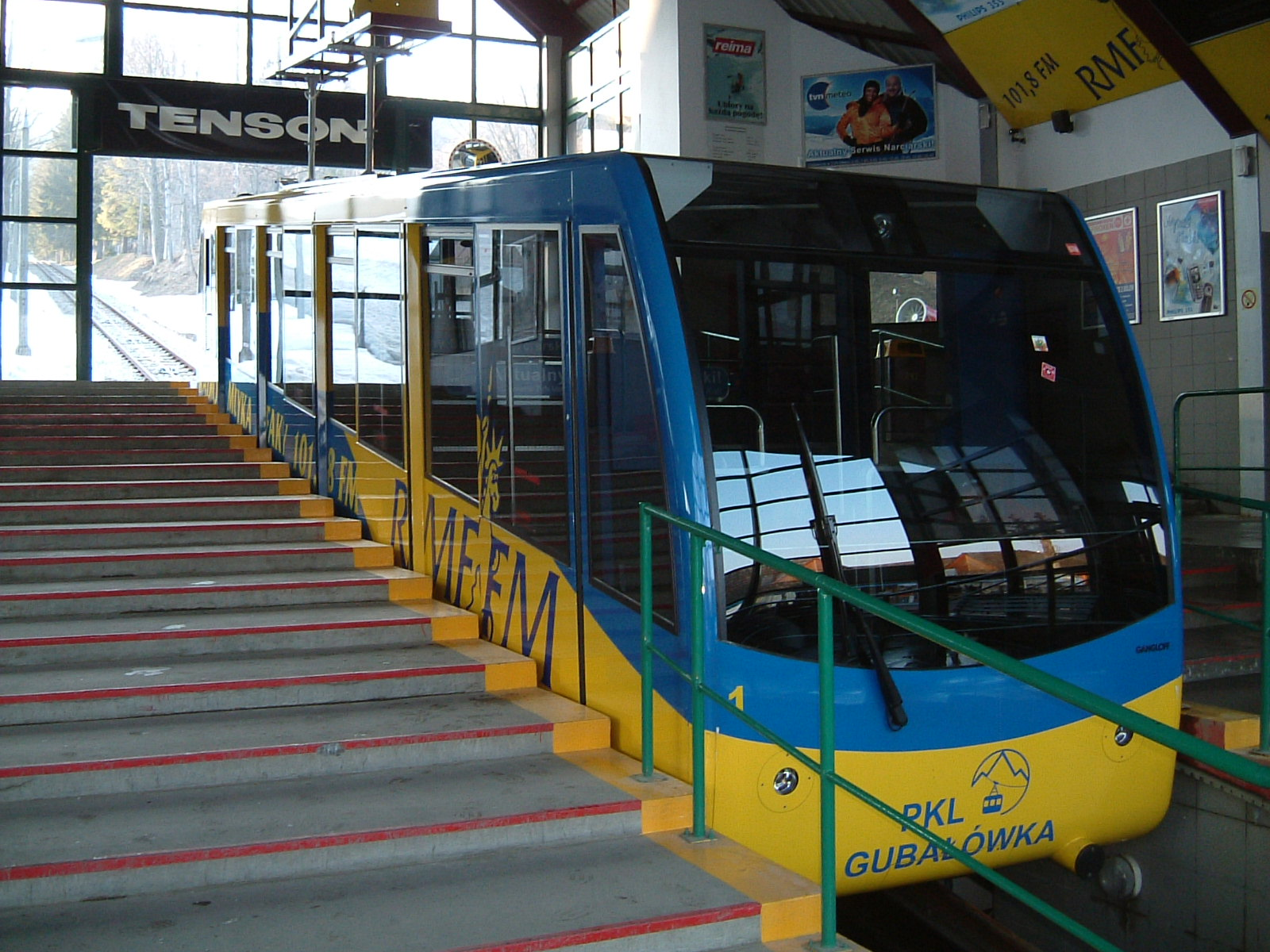
Một trong những toa xe khách tại nhà ga cơ sở
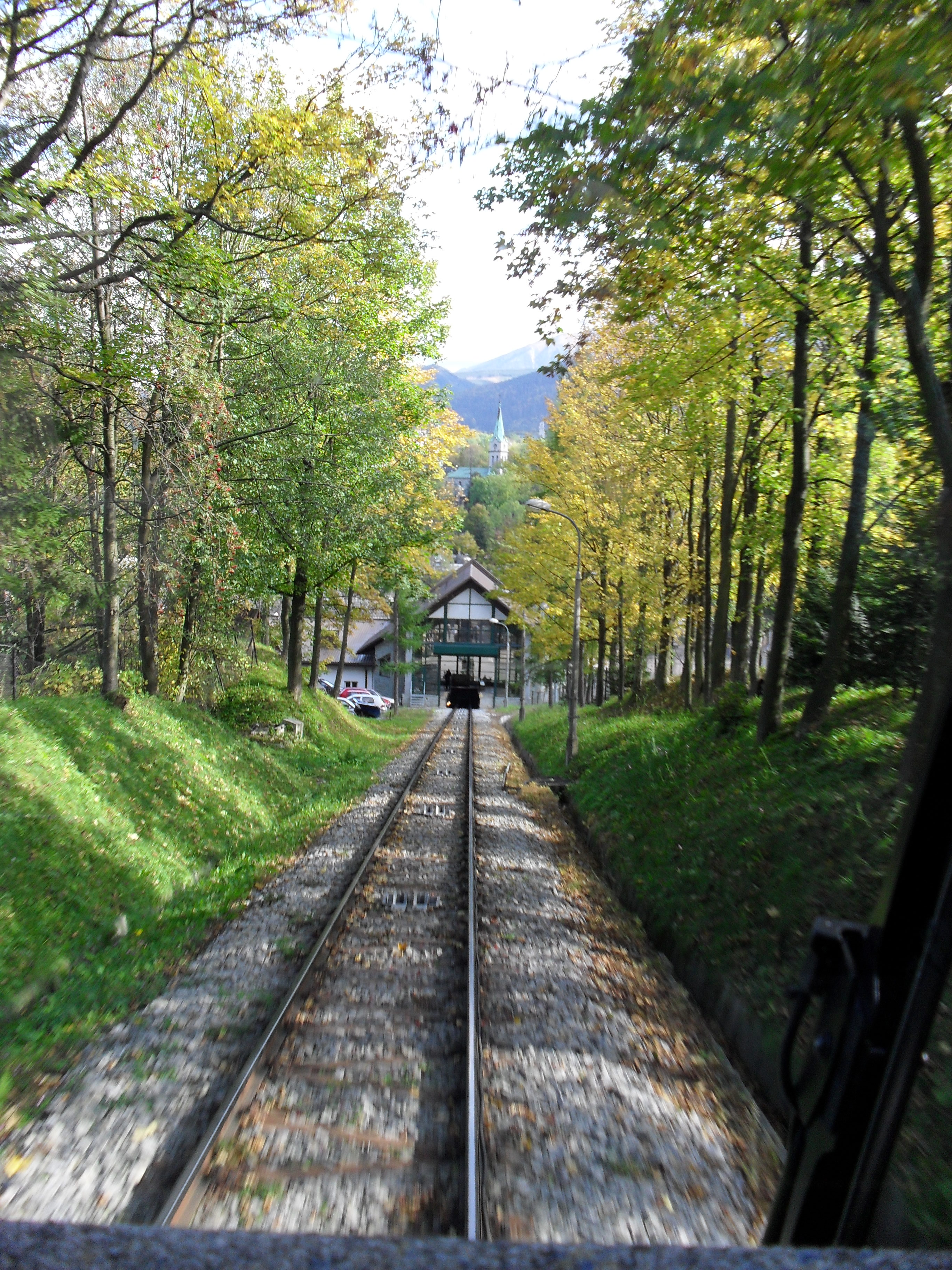
Một cái nhìn xuống trạm gốc
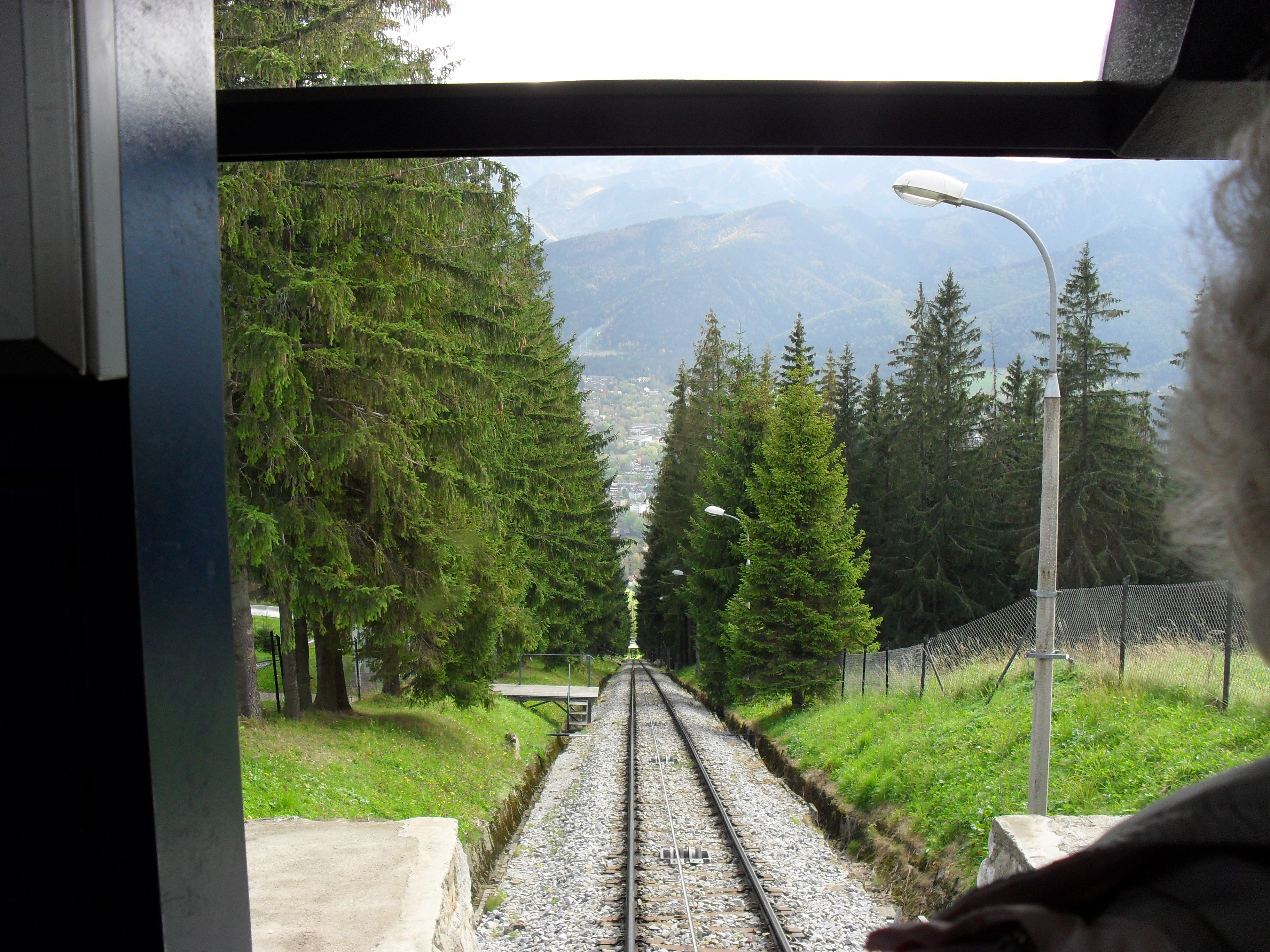
Bước vào nhà ga trên núi với một cái nhìn xa xa về cầu vượt trượt tuyết

 Tuyến cáp treo cũng có mặt ở Krynica, Góra Parkowa được khai trương vào năm 1937 và tại Międzybrodzie Żywieckie, Góra Żar, khai trương năm 2003. Międzybrodzie Żywieckie Funicular đã sử dụng lại cổ phiếu của Gubałówka Hill Funicular được phát hành vào năm 2001 nâng cấp sau này.